# McKee Anderson
McKee Anderson (Nueva York, 17 de julio de 1945) es una actriz estadounidense reconocida principalmente por su interpretación del personaje de Helen Cooper en La noche de los muertos vivientes.

## Biografía y carrera
Su primera participación en la televisión fue en 1979  a los 34 años de edad en la película Like Normal People junto a Shaun Cassidy y Linda Purl. En ese año también es contratada por Joanna Lee para el personaje de Annie en la película de suspenso Mirror, Mirror, junto a Janet Leigh y Lee Meriwether. Además, Anderson trabajó en series de televisión como The White Shadow, interpretando a la Sra. Johnson. Su reconocimiento sería en La noche de los muertos vivientes, interpretando a Helen Cooper junto a Tony Todd y Patricia Tallman.

## Filmografía
- 1979 : Like Normal People : Dorothy
- 1979 : Mirror, Mirror : Annie
- 1980 : The White Shadow : Sra. Johnson (Serie de TV)
- 1980 : Angel on My Shoulder : Personaje recurrente
- 1981 : Broken Promise : Nancy Sloan
- 1981 : CHiPs : Claire
- 1981 : Sizzle : Enfermera
- 1983 : Cagney & Lacey : Sandra (Serie de TV)
- 1983 : Blood Feud : Ethel Kennedy
- 1990 : La noche de los muertos vivientes : Helen Cooper
- 1998 : Operation Delta Force 3: Clear Target : Leslie